# الحب في هذه الأيام (فلم هندي)
الحب في هذه الأيام लव आज कल Love Aaj Kal فيلم هندي من إنتاج بوليوود وهو من بطولة سيف علي خان وديبيكا بادكون والفيلم من إخراج امتياز علي. وقد تم دبلجت الفيلم إلى اللهجة الكويتية.
يصور الفيلم حقيقة الحب العذري وكيف تغير مع مرور الوقت وأصبح بلا معنى ولا مذاق فقد الكثير من معانيه.

## وصلات خارجية
- مقالات تستعمل روابط فنية بلا صلة مع ويكي بيانات